# По той бік надії
«По той бік надії» (фін. Toivon tuolla puolen) — фінсько-німецький трагікомедійний фільм 2017 року, поставлений режисером Акі Каурісмякі. Стрічка є другою в трилогії про портові міста (першим був «Гавр», знятий у Франції в 2011 році). Світова прем'єра фільму відбулася 14 лютого 2017 року на 67-му Берлінському міжнародному кінофестивалі, де він брав участь в конкурсній програмі, змагаючись на головний приз — Золотого ведмедя .

## Сюжет
Фільм розповідає історію молодого сирійського біженця Халеда та 50-річного продавця краваток Вікстрема. Халед дістався на вантажному судні Фінляндії в пошуках кращого життя, але, як і багато інших, вимушений перебувати в країні нелегально. Вікстрем — колишній комівояжер і завзятий гравець в покер, тримає ресторан на околиці Гельсінкі. Цих двох людей з різних світів доля зводить разом.

## У ролях
| Ширван Хаджі     | … | Халед     |
| Сакарі Куосманен | … | Вікстрем  |
| Янне Хюютіяйнен  | … | Нургінен  |
| Ілкка Койвула    | … | Каламніус |
| Нуппу Коіву      | … | Мір'я     |
| Томмі Корпела    | … | Мелартін  |
| Каті Оутінен     | … |           |
| Вілле Віртанен   | … |           |

## Знімальна група
- Автор сценарію — Акі Каурісмякі
- Режисер-постановник — Акі Каурісмякі
- Продюсер — Акі Каурісмякі
- Співпродюсери — Міша Яарі, Марк Львофф, Рейнгард Брюндіг
- Оператор — Тімо Салмінен
- Монтаж — Саму Хейккіля
- Художник-постановник — Маркку Патіла
- Художник по костюмах — Тііна Кауканен
- Підбір акторів — Ееві Кареінен
- Звук — Теро Мальберг

## Нагороди та номінації
| Список нагород та номінацій           | Список нагород та номінацій | Список нагород та номінацій            | Список нагород та номінацій | Список нагород та номінацій | Список нагород та номінацій |
| Кінопремія                            | Дата церемонії              | Категорія                              | Номінант(и)                 | Результат                   | Дж                          |
| ------------------------------------- | --------------------------- | -------------------------------------- | --------------------------- | --------------------------- | --------------------------- |
| Берлінський міжнародний кінофестиваль | 18 лютого 2017              | Золотий ведмідь                        | По той бік надії            | Номінація                   | [ 3 ]                       |
| Берлінський міжнародний кінофестиваль | 18 лютого 2017              | «Срібний ведмідь» за найкращу режисуру | Акі Каурісмякі              | Перемога                    | [ 6 ]                       |
| Приз ФІПРЕССІ                         | 2017                        | Гран-прі за найкращий фільм року       | По той бік надії            | Перемога                    | [ 7 ]                       |
| Премія Європейської кіноакадемії      | 9 грудня 2017               | Найкращий європейський фільм           | По той бік надії            | Номінація                   | [ 8 ] [ 9 ]                 |
| Премія Європейської кіноакадемії      | 9 грудня 2017               | Найкращий режисер                      | Акі Каурісмякі              | Номінація                   | [ 8 ] [ 9 ]                 |
| Премія Європейської кіноакадемії      | 9 грудня 2017               | Приз глядацьких симпатій               | По той бік надії            | Номінація                   | [ 8 ] [ 9 ]                 |